# Brenthis tergesta
Brenthis tergesta är en fjärilsart som beskrevs av Hans Fruhstorfer 1910. Brenthis tergesta ingår i släktet Brenthis och familjen praktfjärilar. Inga underarter finns listade i Catalogue of Life.